# Polioptila
Polioptila es un género de aves paseriformes perteneciente a la familia Polioptilidae que agrupa a especies nativas de América, cuyas áreas de distribución se sitúan desde el extremo sureste de Canadá y centro oeste de Estados Unidos, por América Central, algunas islas del Caribe y América del Sur, hasta el centro de Argentina. A sus miembros se les conoce por el nombre común de perlitas.

## Etimología
El nombre genérico femenino «Polioptila» es una combinación de las palabras del griego «polios» que significa ‘gris’, y «ptilon» que significa ‘plumaje’.

## Características
Las especies de este género son un grupo atractivo de pájaros muy pequeños, miden entre 10 y 12 cm de longitud, esbeltos, de color predominante gris, de comportamiento hiperactivo. Generalmente mantienen levantadas sus colas largas y estrechas. Habitan en una amplia variedad de ambientes arbustivos, boscosos y selváticos, de secos a húmedos.

## Taxonomía
Las especies amazónicas P. facilis y P. paraensis eran tratadas como subespecies de P. guianensis hasta el año 2017 en que fueron separadas como especies plenas con base en los estudios morfológicos y de vocalizaciones de Whitney y Álvarez (2005) —en esta misma publicación se describió la nueva especie P. clementsi— y Whittaker et al. (2013) —en esta misma publicación se describió la nueva especie P. attemboroughi—, corroborados por los análisis filogenéticos de Smith et al. (2018). Las separaciones fueron aprobadas en la Propuesta N° 751 al Comité de Clasificación de Sudamérica (SACC), en la cual también se reconoció a P. attemboroughi.
La especie P. albiventris, endémica de la Península de Yucatán, era tratada como una subespecie de P. albiloris hasta el año 2019, en que fue separada como especie plena con base en los estudios de Smith et al. (2018), que comprobaron que P. albiventris era hermana del grupo P. plumbea bilineata y reconocido en la Propuesta 2019-C-7 al Comité de Clasificación de Norte y Mesoamérica (N&MACC).
El grupo de subespecies P. plumbea bilineata, de Mesoamérica y del noroeste de América del Sur, fue tradicionalmente tratado dentro del complejo P. plumbea hasta el año 2021 en que fue separado con base en los mismos estudios de Smith et al. (2018) y reconocido en la Propuesta 2021-A-7 al N&MACC.
La subespecie P. plumbea maior , endémica de los Andes del norte de Perú, ya era considerada como una especie separada por autores anteriores; las clasificaciones Aves del Mundo (HBW) y Birdlife International (BLI) así la consideran, con base en diferencias de plumaje y muy significativas diferencias de vocalización.

## Lista de especies
Según las clasificaciones del Congreso Ornitológico Internacional (IOC) y Clements Checklist v.2021, el género agrupa a las siguientes especies con el respectivo nombre popular de acuerdo con la Sociedad Española de Ornitología (SEO), u otro cuando referenciado.
| Imagen | Nombre científico          | Autor                                            | Nombre común           | Estado de conservación | Distribución |
| ------ | -------------------------- | ------------------------------------------------ | ---------------------- | ---------------------- | ------------ |
|        | Polioptila caerulea        | (Linnaeus), 1766                                 | perlita grisilla       | LC                     |              |
|        | Polioptila melanura        | Lawrence, 1857                                   | perlita colinegra      | LC                     |              |
|        | Polioptila californica     | Brewster, 1881                                   | perlita californiana   | LC                     |              |
|        | Polioptila lembeyei        | (Gundlach), 1858                                 | perlita cubana         | LC                     |              |
|        | Polioptila albiloris       | P.L. Sclater & Salvin, 1860                      | perlita cejiblanca     | LC                     |              |
|        | Polioptila albiventris     | Lawrence, 1885                                   | (perlita de Yucatán)   | NE                     |              |
|        | Polioptila nigriceps       | S.F. Baird, 1867                                 | perlita capirotada     | LC                     |              |
|        | Polioptila bilineata       | (Bonaparte), 1850                                | (perlita cejiancha)    | NE                     |              |
|        | Polioptila plumbea         | (Gmelin), 1788                                   | perlita tropical       | LC                     |              |
|        | Polioptila (plumbea) maior | Hellmayr, 1900                                   | (perlita del Marañón)  | LC                     |              |
|        | Polioptila lactea          | Sharpe, 1885                                     | perlita blanca         | NT                     |              |
|        | Polioptila guianensis      | Todd, 1920                                       | perlita guayanesa      | LC                     |              |
|        | Poliptila facilis          | J.T. Zimmer, 1942                                | perlita del Río Negro  | NE                     |              |
|        | Polioptila paraensis       | Todd, 1937                                       | perlita de Pará        | NE                     |              |
|        | Polioptila attenboroughi   | Whittaker, Aleixo, Whitney, Smith & Klicka, 2013 | (perlita del Inambari) | NE                     |              |
|        | Polioptila clementsi       | Whitney & Alonso, 2005                           | perlita de Iquitos     | NE                     |              |
|        | Polioptila schistaceigula  | Hartert, 1898                                    | perlita pizarrosa      | LC                     |              |
|        | Polioptila dumicola        | (Vieillot), 1817                                 | perlita azul           | LC                     |              |